# اساس‌الاقتباس
اساس‌الاقتباس کتابی‌ست در زمینهٔ دانش منطق که توسط خواجه نصیرالدین طوسی به زبان فارسی نوشته شده است. شرح همهٔ فنون منطق بر اساس آراء پیشینیان و خود خواجه نصیرالدین در این کتاب، باعث جامعیت و اهمیت آن شده است.

## انگیزهٔ نگارش
هدف خواجه نصیرالدین طوسی از تألیف این کتاب، آنطور که خودش در مقدمه ذکر می‌کند، ارائهٔ اثری فنی و تحقیقی و جامع در علم منطق بوده که هم آموخته‌های او را از دیگران دربرگیرد و هم شامل آراء و اندیشه‌های شخصیِ خودِ او در این علم باشد.

## ساختار کتاب
این کتاب مباحث منطق را به روش ۹ بخشی ارائه داده است. در این روش مباحث منطق در ۹ بخش با عناوین زیر قرار می‌گیرند:
1. مدخل
2. مقولات عشر
3. قضایا
4. قیاس
5. برهان
6. جدل
7. مغالطه
8. خطابه
9. شعر

فارابی، ابن سینا (در کتاب شفا) و ابن رشد از این روش استفاده کرده‌اند. در مقابل روش ۲ بخشی قرار دارد که نخستین بار توسط ابن سینا در اشارات مطرح شد.

## نسخه‌های موجود
با توجه به این که اساس الاقتباس به عنوان یک متن درسی مطرح نبوده، چندان مورد توجه قرار نگرفته و حواشی و تعلیقات کمی برای آن نوشته شده است. چاپ آن نیز سال‌ها به تأخیر افتاده است. این کتاب نخستین بار در سال ۱۳۲۶ ه‍.ش با تصحیح محمدتقی مدرس رضوی به چاپ رسید. چاپ دیگر آن با تصحیح و تعلیقات سید عبدالله انوار و در قالب دو جلد در سال ۱۳۷۵ منتشر شد. (جلد اول متن اساس الاقتباس و جلد دوم تعلیقات مصحح را دربردارد)

## ترجمه به زبانهای دیگر
این کتاب گرانقدر در سال 2022 میلادی از طرف شاهین یحی یف به زبان آذری ترجمه شده است 